# Poa porphyroclados
Poa porphyroclados är en gräsart som beskrevs av Christian Gottfried Daniel Nees von Esenbeck. Poa porphyroclados ingår i släktet gröen, och familjen gräs. Inga underarter finns listade i Catalogue of Life.